# Chrystian Ludwik I
Chrystian Ludwik I (ur. 1 grudnia 1623 w Schwerin, zm. 21 czerwca 1692 w Hadze) – książę Meklemburgii-Schwerin od 1658 r.
Był najstarszym synem księcia Meklemburgii-Schwerin Adolfa Fryderyka I i jego pierwszej żony, Anny Marii, córki hrabiego Fryzji Wschodniej Ennona III. W 1650 r. ożenił się z Krystyną Małgorzatą (1615–1666), swoją kuzynką, córką księcia Meklemburgii-Güstrow Jana Albrechta II. Po śmierci ojca w 1658 r. odziedziczył tron książęcy. Głównym jego celem było osłabienie pozycji meklemburskich feudałów. Chciał polepszyć życie chłopów i powstrzymać procesy o czary. Skłócony z rodziną, wobec silnej opozycji feudalnej popieranej przez cesarza, zaczął szukać oparcia na zewnątrz.
Od 1659 r. żył głównie we Francji, gdzie znalazł sojusznika w Ludwiku XIV; w ojczyźnie bywał rzadko. W 1663 przeszedł w Paryżu na katolicyzm (przyjął wtedy drugie imię Ludwik) aby uzyskać od papieża unieważnienie swojego małżeństwa. W 1664 r. potajemnie poślubił Elisabeth Angelique de Montmorency (1627–1695); w 1666 r. (po śmierci pierwszej żony) ślub powtórzono, tym razem publicznie. Z królem Ludwikiem XIV i elektorem brandenburskim przygotowywał nawet plany zamiany Meklemburgii na księstwo Kleve. Gdy w 1668 r. wybuchła wojna Francji przeciwko Lidze Augsburskiej, Chrystian musiał wyjechać z Francji, jednak nie wrócił do ojczyzny.
Nie miał dzieci, po jego śmierci księstwo Meklemburgii-Schwerin przypadło jego bratankowi, Fryderykowi Wilhelmowi.